# 2006 HU122
2006 HU122 est un objet transneptunien, dont l'orbite n'est absolument pas contrainte du fait d'un arc d'observation encore faible.

## Caractéristiques
2006 HU122 mesurerait environ 211 km de diamètre.